# Dubois (Indiana)
Pour les articles homonymes, voir Dubois.
Dubois est une census-designated place située dans le comté de Dubois, dans l’État de l'Indiana, aux États-Unis. Lors du recensement de 2020, elle compte 478 habitants.